# Tsuruta Tatsuya
Tatsuya Tsuruta (sinh ngày 2 tháng 9 năm 1982) là một cầu thủ bóng đá người Nhật Bản.

## Sự nghiệp câu lạc bộ
Tatsuya Tsuruta đã từng chơi cho Shimizu S-Pulse, Ventforet Kofu, Ehime FC và Kataller Toyama.